# جيم نورتن (لاعب كرة قدم أمريكية أمريكي)
جيم نورتن (بالإنجليزية: Jim Norton)‏ هو لاعب كرة قدم أمريكية أمريكي، ولد في 20 أكتوبر 1938 في غلينديل في الولايات المتحدة، وتوفي في 12 يونيو 2007 في غارلاند في الولايات المتحدة.

## وصلات خارجية
- جيم نورتون على موقع مرجع كرة القدم المحترفة.كوم (الإنجليزية)